# Präsident der Slowakei
Der Präsident der Slowakischen Republik (slowakisch Prezident Slovenskej republiky) ist Staatsoberhaupt seines Landes. Er wird direkt vom Volk gewählt. Amtsinhaber ist seit dem 15. Juni 2024 Peter Pellegrini. Er hatte sich am 6. April 2024 in einer Stichwahl gegen Ivan Korčok durchgesetzt. 
Die Slowakische Republik besitzt ein parlamentarisches Regierungssystem. Der Präsident repräsentiert gemäß Artikel 102 der slowakischen Verfassung den Staat nach außen. Er gehört zur Exekutive innerhalb des politischen Systems der Slowakei.

## Wahlmodus
Der Präsident wird seit 1999 in direkten Wahlen vom Volk gewählt, zuvor wählte ihn der Nationalrat mit einer Dreifünftelmehrheit aller Abgeordneten. Der Kandidat, der im ersten Wahlgang die absolute Mehrheit der Stimmen bekommt, wird zum Präsidenten gewählt. Falls kein Kandidat im ersten Wahlgang die nötige Anzahl der Stimmen erreicht, findet ein zweiter Wahlgang statt, an welchem die zwei Kandidaten teilnehmen, die im ersten Wahlgang die meisten Stimmen erhielten. In diesem Wahlgang genügt die einfache Mehrheit. Die Wahlperiode beträgt fünf Jahre, die Wiederwahl ist einmal möglich.
Der Nationalrat der Slowakischen Republik kann mit einer Dreifünftelmehrheit aller Abgeordneten ein Abwahlverfahren des Präsidenten einleiten, welches aus einem Volksentscheid besteht. Falls in diesem das Volk den Präsidenten bestätigt, wird damit automatisch das Misstrauen dem Nationalrat ausgesprochen und dieser aufgelöst.

## Befugnisse und Rechte des Präsidenten
Der Präsident ernennt gemäß Artikel 102 i. V. m. Artikel 110 selbstständig den Ministerpräsidenten und im Einvernehmen mit ihm dann die Minister. Laut der Verfassung verhandelt und ratifiziert er internationale Verträge, er kann diese Befugnisse aber auch an die Regierung übertragen. In bestimmten Krisensituationen kann er den Nationalrat auflösen. Im Legislativverfahren unterzeichnet er Gesetze und verfügt über ein suspensives Veto. Er kann so einen Gesetzesentwurf (ggf. auch mit Änderungsvorschlägen) an den Nationalrat zurückleiten (dies gilt nicht im Falle eines Verfassungsgesetzes). Er ernennt die Richter des Verfassungsgerichts (Ústavný súd Slovenskej republiky) und den Generalstaatsanwalt. Zudem ist er oberster Befehlshaber der Streitkräfte. Er hat das Recht, Strafen zu mildern oder zu tilgen und kann Amnestien erlassen.
Der Präsident kann nicht strafrechtlich verfolgt werden. Er kann ausschließlich wegen absichtlichen Verfassungsbruchs oder Hochverrats angeklagt werden, und zwar vor dem Verfassungsgericht und auf Anklage des Nationalrats. Die einzig mögliche Strafe ist Amtsverlust und Einbuße der Amtstauglichkeit.

## Amtsträger
Mit einem „K.“ sind diejenigen Politiker angeführt, die für die angegebene Zeit kommissarisch das Amt des Staatspräsidenten ausübten.
| Nr. | Bild | Name                                            | Amtszeit                         | Partei                              |
| --- | ---- | ----------------------------------------------- | -------------------------------- | ----------------------------------- |
| K.  |      | Vladimír Mečiar                                 | 1. Januar 1993 – 2. März 1993    | HZDS                                |
| 1.  |      | Michal Kováč (* 1930; † 2016)                   | 2. März 1993 – 2. März 1998      | nominiert von HZDS                  |
| K.  |      | Vladimír Mečiar ab 14. Juli mit Ivan Gašparovič | 2. März 1998 – 30. Oktober 1998  | HZDS                                |
| K.  |      | Mikuláš Dzurinda mit Jozef Migaš                | 30. Oktober 1998 – 15. Juni 1999 | SDK                                 |
| 2.  |      | Rudolf Schuster (* 1934)                        | 15. Juni 1999 – 15. Juni 2004    | nominiert von SOP                   |
| 3.  |      | Ivan Gašparovič (* 1941)                        | 15. Juni 2004 – 15. Juni 2014    | nominiert von HZD                   |
| 4.  |      | Andrej Kiska (* 1963)                           | 15. Juni 2014 – 15. Juni 2019    | parteilos                           |
| 5.  |      | Zuzana Čaputová (* 1973)                        | 15. Juni 2019 – 15. Juni 2024    | nominiert von Progresívne Slovensko |
| 6.  |      | Peter Pellegrini (* 1975)                       | 15. Juni 2024 – amtierend        | nominiert von HLAS-SD               |

## Wahlen
- Präsidentschaftswahl in der Slowakei 1999
- Präsidentschaftswahl in der Slowakei 2004
- Präsidentschaftswahl in der Slowakei 2009
- Präsidentschaftswahl in der Slowakei 2014
- Präsidentschaftswahl in der Slowakei 2019
- Präsidentschaftswahl in der Slowakei 2024